# يو إس إس زموالت (دي دي جي-1000)
يو أس أس زموالت (دي دي جي - 1000) هي مدمرة صواريخ موجهة تابعة للبحرية الأمريكية.

## نبذة
هي السفينة الرائدة في فئة زموالت وأول سفينة يتم تسميتها باسم الأدميرال إيلمو زموالت، تمتلك السفينة قدرات شبحية، ويكشفها الرادار على انها قارب صيد رغم حجمها الكبير.

## الخدمة
في 7ديسمبر 2015، بدأت تجربتها البحرية إستعدادا للانضمام إلى أسطول المحيط الهادئ. تم تكليف السفينة في بالتيمور في 15أكتوبر 2016.مينائها الدائم هو سان دييغو كاليفورنيا.